# 布拉门·赫里斯托夫
布拉门·赫里斯托夫（1965年4月5日—），保加利亚男子排球运动员，曾代表國家出戰1988年夏季奧運會及1996年夏季奧運會，分別獲得第六名和第七名。